# Kalle Sundqvist
Kalle Sundqvist (n. 29 noiembrie 1962, Karlskrona, Comitatul Blekinge, Suedia) este un caiacist ce a reprezentat Suedia, medaliat olimpic. A participat la 3 ediții ale Jocurilor Olimpice (1984, 1988, 1992) în care a câștigat o medalie de argint.